# Бройберг
Бройберг (нем. Breuberg) — город в Германии, в земле Гессен. Подчинён административному округу Дармштадт. Входит в состав района Оденвальд.  Население составляет 7184 человека (на 31 декабря 2010 года). Занимает площадь 30,76 км². Официальный код — 06 4 37 004.

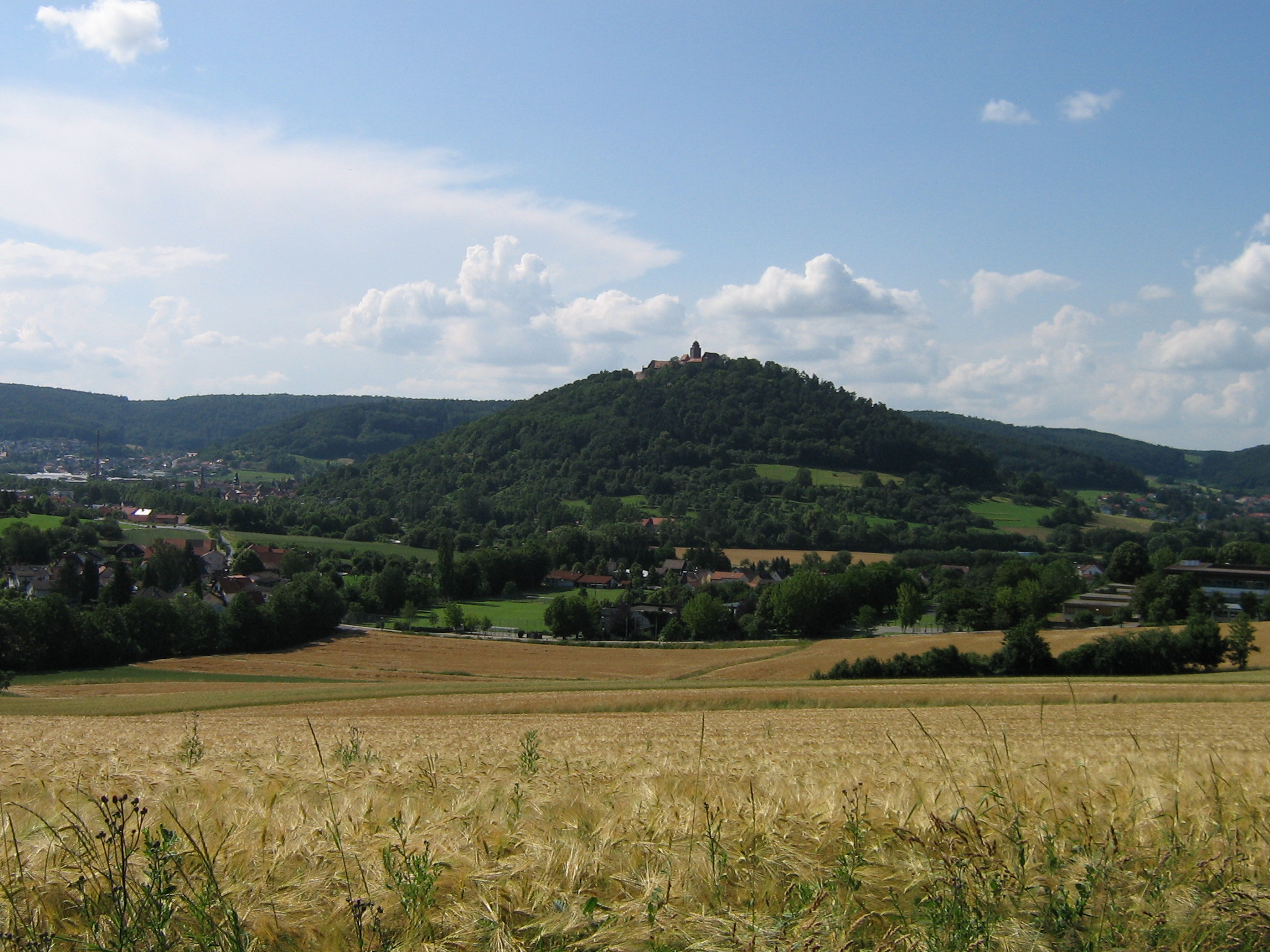
Окрестности города
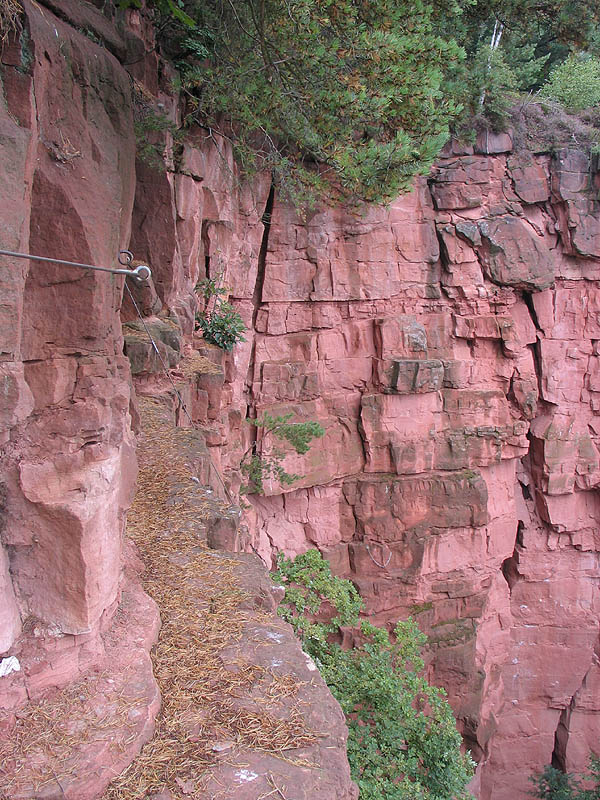
Бройберг
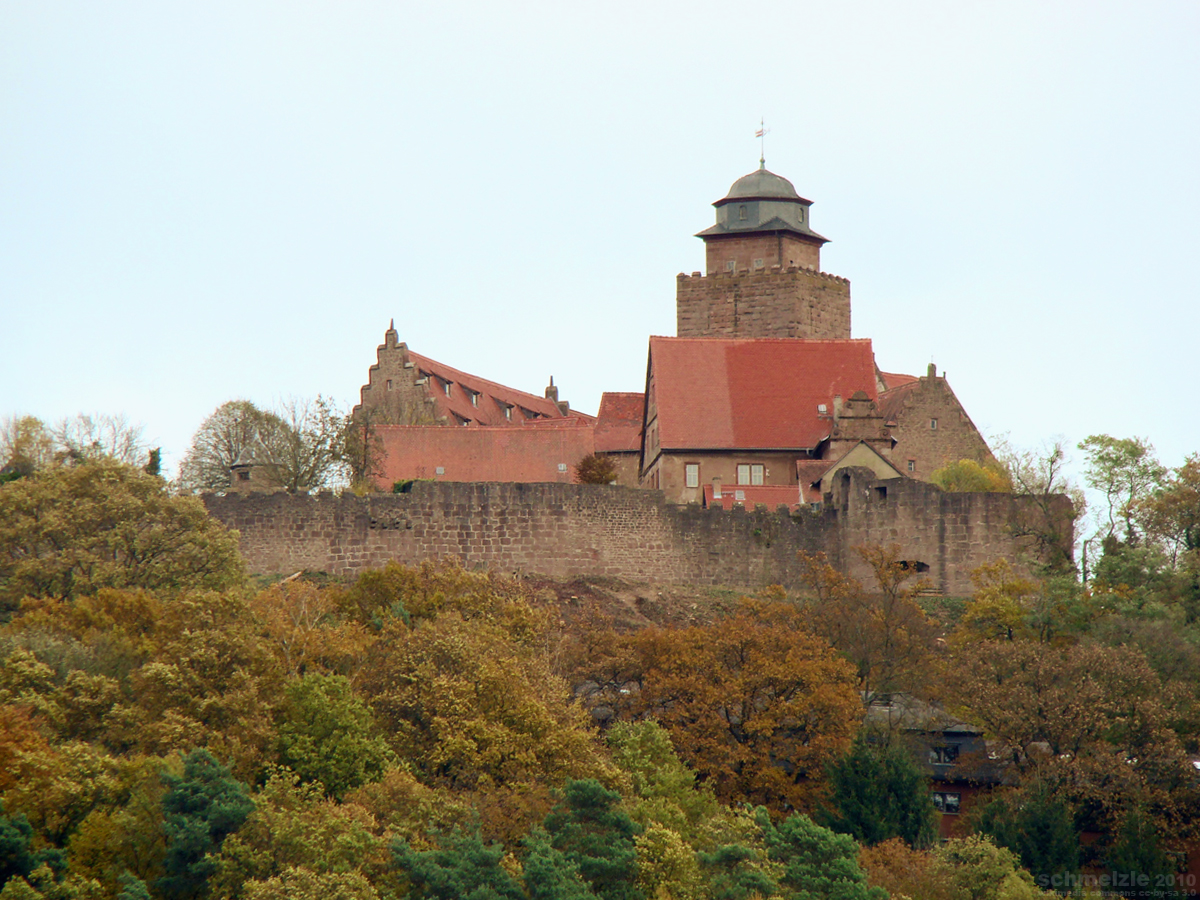
Замок Бройберг